# Maxent
Maxent (en bretó Skirioù-Masen, en gal·ló Maczant) és un municipi francès, situat a la regió de Bretanya, al departament d'Ille i Vilaine. L'any 2006 tenia 1.206 habitants.

## Demografia
| 1962                                       | 1968  | 1975  | 1982 | 1990 | 1999  |
| ------------------------------------------ | ----- | ----- | ---- | ---- | ----- |
| 1.089                                      | 1.149 | 1.087 | 982  | 980  | 1.040 |
| Des de 1962: població sense dobles comptes |       |       |      |      |       |

## Administració
| Període   | Identitat         | Partit |
| --------- | ----------------- | ------ |
| 2001-2003 | Yves Le Roux      |        |
| 2003-     | Jacques Guillemot |        |